# Pseudonezumia flagellicauda
Pseudonezumia flagellicauda är en fiskart som först beskrevs av Koefoed 1927.  Pseudonezumia flagellicauda ingår i släktet Pseudonezumia och familjen skolästfiskar. Inga underarter finns listade i Catalogue of Life.